# Academedia
Academedia AB, av företaget skrivet AcadeMedia AB, är ett bolag verksamt i utbildningsbranschen. 

## Verksamhet
Academedia är Sveriges största utbildningsföretag. De har cirka 200 000 barn och vuxenstuderande i sina verksamheter under ett år. Företaget har cirka 700 enheter och cirka 17 600 medarbetare. Verksamheten drivs av självständiga skolor och företag.
Förutom verksamheten i Sverige driver bolaget även förskolor i Norge, Finland, Tyskland, Nederländerna, Polen och Storbritannien.

## Ekonomi
Academedia hade under bokslutsåret 2022–2023 en omsättning på cirka 15,5 miljarder kronor. Räkenskapsåret 2023 gjorde Academedia en vinst efter finansnetto på 759 miljoner kronor.

## Ägarstruktur
Bolaget ägdes tidigare av EQT via Marvin Holding. Vid börsintroduktionen år 2016 gick Mellby Gård in som ny storägare med 10 % av aktierna med option att öka sitt ägande till 20 % genom övertag av aktier från Marvin. Detta effektuerades i september 2017 och Mellby Gård äger numera cirka 24 % av Academedia.
I mitten av februari 2024 offentliggjordes dock att Roger Akelius fastighets- och välgörenhetsstiftelse, Akelius Foundation, lagt bud på att överta hela Mellby Gårds innehav och därmed bli ny huvudägare efter myndigheternas godkännande. Roger Akelius lanserade samtidigt önskemål om att avskaffa aktieutdelningen och eftersträva en utveckling mot en avgiftsbaserad privatskoleform, vilket väckte stor uppståndelse och snabbt sjunkande aktiekurser. Oron ledde till att Mellby gård i slutet av samma vecka bad Akelius att få låta affären gå tillbaka, vilket accepterades, och Mellby gård kvarstår som ägare.
Övriga ägare är det tyska riskkapitalbolaget Loys, Handelsbanken Fonder, Capital Group, Nordea Fonder m.fl. som alla har stora aktieposter i bolaget.
Den 29 mars 2023 rapporterade Dagens Industri att en kinesisk affärsman gått in som storägare i Academedia, vilket tillbakavisades av Academedia.

## Rådgivande organ
Academedia har tidigare haft ett rådgivande organ som leddes av socialdemokraten Widar Andersson. I organet satt även miljöpartisten Annika Nordgren Christensen, Sacos tidigare presschef Anders Jonsson, moderaten Maria Abrahamsson samt Stig-Björn Ljunggren. Rådet är upplöst och idag har Academedia inget rådgivande organ.

## Skolor

### Förskolor[10]
- Espira (Norge och Tyskland)
- Innovitaskolan (Sverige)
- Joki (Tyskland)
- Kita Luna (Tyskland)
- Montessori Mondial (Sverige)
- Noblaskolan (Sverige)
- Pysslingen (Sverige)
- Stepke (Tyskland)
- Vittra AB

### Grundskolor[11]
- Innovitaskolan
- Montessori Mondial
- Noblaskolan
- Pops Academy
- Snitz Grundskola
- Vittra AB

### Gymnasieskolor[12]
- Cybergymnasiet
- Designgymnasiet
- Didaktus
- Donnergymnasiet
- Drottning Blankas gymnasieskola
- Hagströmska Gymnasiet
- Internationella Hotell och Restaurangskolan (IHR)
- Klara Teoretiska Gymnasium
- LBS Kreativa gymnasiet
- NTI-gymnasiet
- Praktiska Gymnasiet
- Procivitas
- Rytmus Musikgymnasium
- Sjölins gymnasium
- Snitz gymnasieskola

### Vuxenutbildning[13]
- Affärshögskolan
- Changemaker Educations
- EC Utbildning
- Eductus
- Hermods
- KompetensUtvecklingsInstitutet (KUI)
- KYH Yrkeshögskola
- Matchning & Utveckling
- Movant
- NTI-Skolan
- Sälj & Marknadshögskolan (SMH)
- Teknikhögskolan
- The Game Assembly (TGA)
- Vårdyrkeshögskolan